# Lais Ribeiro
Lais Ribeiro (Miguel Alves, 5 de outubro de 1989) é uma supermodelo e apresentadora brasileira. É uma  Angel da Victoria's Secret, começou sua carreira em 2009, e desde então acumula trabalhos nas maiores grifes mundiais, como Tom Ford, Balmain, Chanel, Louis Vuitton entre outras.
Foi eleita em 2016 “Brasileira do Ano” pela Revista IstoÉ, “Mais sexys do mundo” pelo Models.com, “Modelo do Ano” pela Revista Quem Acontece, “30 under 30” pela Forbes Brasil, e por dois anos consecutivos integra a “Hot 100 list” da Maxim USA.

## Carreira
Lais começou a carreira em 2009, em Teresina, onde desfilou na primeira edição da Piaui Fashion Week, concorreu neste mesmo ano no concurso da Joy Model, de Liliana Gomes e Marcelo Fonseca, "Beleza Mundial" onde ficou na 6.ª posição. 
Foi a recordista de desfiles em sua primeira temporada - Verão 2011, totalizando 27 desfiles na São Paulo Fashion Week e 26 desfiles no Fashion Rio.
Fotografa para as campanhas da Victoria' s Secret e participa do desfile anual da marca, o Victoria's Secret Fashion Show desde 2010 e é uma Angel oficial desde 2015.
Seu estreia aconteceu no Oi Fashion Rocks, onde desfilou para o estilista Andre Lima ao som da cantora Wanessa Camargo, e para a marca Calvin Klein ao som da cantora americana Mariah Carey. 
Fotografou para as revistas Vogue americana, italiana, espanhola e inglesa, e foi capa das Vogue Alemanha, Vogue Brasil, Haper's Bazaar Arábia e Harper's Bazaar Brasil, L'Officiel Paris e L'officiel Holanda, S Moda Paris (especial World Cup), Wish Report, Lui Magazine, Elle Itália, Elle Brasil, Maxim USA, Ten Magazine - e editoriais para Vogue Itália, W Magazine,  TWELV Magazine, Allure, SELF Magazine, Elle Inglaterra, Elle Ucrânia e ELLE Estados Unidos, Flaunt Magazine, V Magazine, Interview Rússia etc. Participou de desfiles e campanhas para grifes renomadas como Christian Dior, Hermés, John Galliano, Chanel, Louis Vuitton, Diane von Fürstenberg, Jason Wu, H&M, Jeremy Scott, Gucci, Dolce & Gabbana, Carolina Herrera, Ralph Lauren, DKNY, Roberto Cavalli, Alexander Wang, Vera Wang, Emilio Pucci, Tommy Hilfiger, Hervé Léger, Helmut Lang, Zac Posen, Donna Karan, Balmain, Chalayan, Kenzo, Versace, Jean Paul Gaultier, Oscar de la Renta, Ellus, Michael Kors, Moschino, TopShop, Blanco, Marc Jacobs, Tom Ford, Nine West, Givenchy, Elie Saab, Etam, Balmain, Gap, American Eagle e Victoria's Secret.

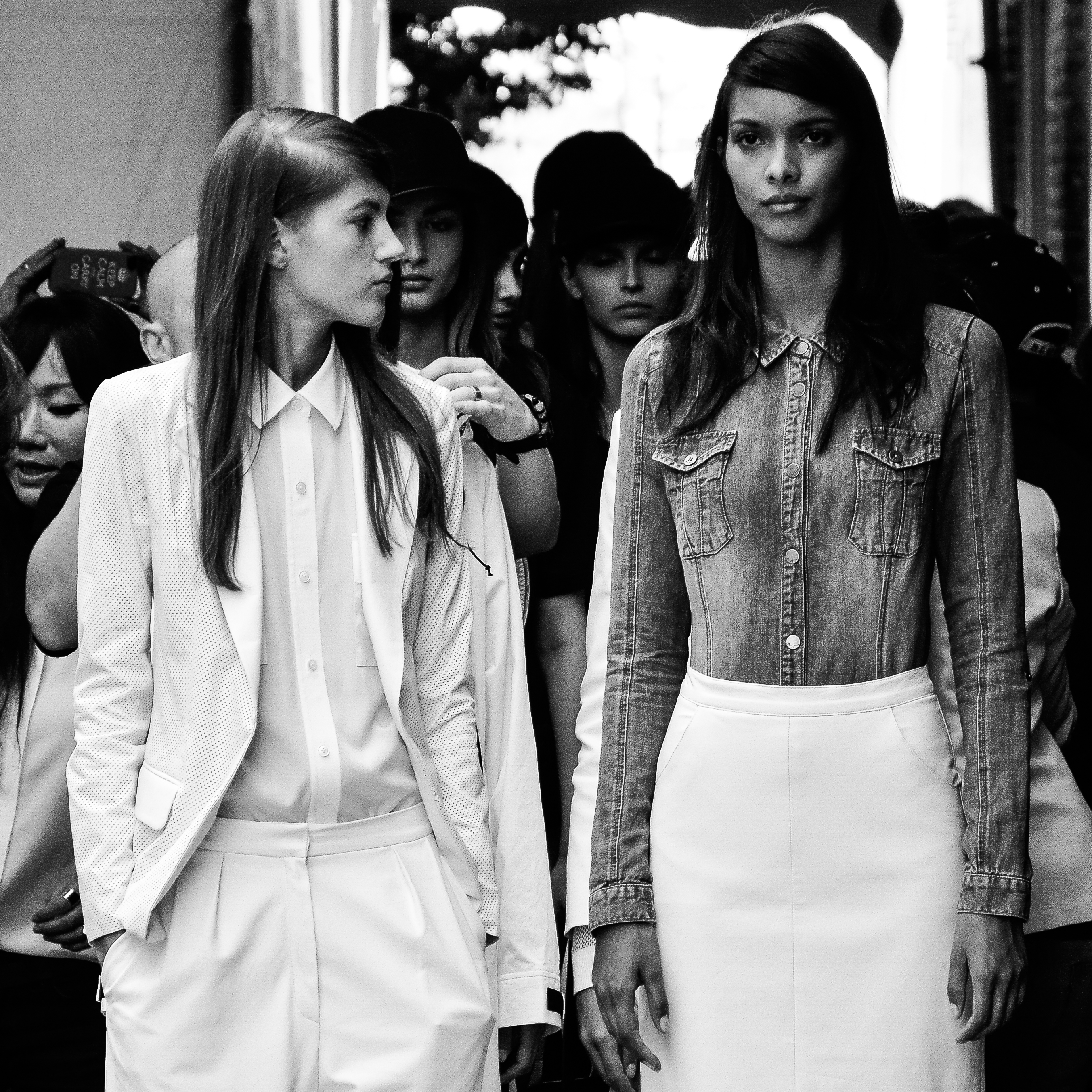
Lais já desfilou para grandes marcas mundiais

Fez em 2013 a campanha do perfume Be Delicious by DKNY Frangrance da estilista Donna Karan, e também do perfume Sahara Noir by Tom Ford. Estrelou a campanha da grife brasileira Ellus, que fotografou junto com o ator brasileiro Cauã Reymond. Na publicação de 2017 das 100 Mulheres Mais Sensuais da FHM, ficou na sexta classificação.

### Victoria's Secret
Laís Ribeiro é modelo exclusiva da marca americana Victoria's Secret, na qual se tornou Angel em 28 de Março de 2015. Foi anunciada como Angel oficial apenas 28 de abril de 2015, mas foi homenageada pela grife de lingerie em um vídeo publicado e exibido durante o Victoria's Secret Fashion Show 2013.
Em 2017, a modelo foi escolhida para usar o Champagne Nights Fantasy Bra no Victoria's Secret Fashion Show, avaliado em 2 milhões de dólares.

## Vida pessoal
Lais Ribeiro é filha de Maria do Socorro Pereira, uma professora de português e de José Ribeiro de Oliveira Filho, um servidor público. É cidadã ilustre do município de Miguel Alves, que possui 40 mil habitantes e fica a 112 km da capital Teresina. Teve um filho aos 17 anos chamado Alexandre, portador de autismo.
Foi descoberta quando uma amiga a indicou para uma agência de modelos de Teresina, época em que pretendia fazer vestibular para enfermagem. É amiga de Adriana Lima, outra supermodelo brasileira que recebeu, a então new face no show de 2010 da Victoria's Secret com um "Oba, mais uma nordestina no nosso time!".
Em 9 de julho de 2022, casou-se com o ex-jogador de basquete da NBA Joakim Noah, numa cerimônia privada em Miguel Alves, cidade natal de Lais.